# Bofors L60
Бофорс (пълно наименование на шведски: Bofors 40-mm Luftvärnsautomatkanon, съкр. Lvakan 40/60 или L/60, в превод „40-mm зенитно автоматично оръдие [армейско, подвижно, със ствол с дължина 60 калибра] марка „Бофорс““, – военните индекси варират в зависимост от конкретната модификация и от страната оператор) e автоматично зенитно оръдие с калибър 40 mm разработено в периода 1929 – 1932 г. от шведската фирма Bofors. Най-разпространеното и използвано средство за противовъздушна отбрана през Втората световна война, активно използвано и от двете противоборстващи страни, както в сухопътния, така и в корабните му варианти с многобройни модификации (казематни, буксируеми, самоходни бронирани и небронирани, железопътни, авиодесантни и прочее). По състояние към 1939 г. (момента на започване на военните действия в Европа), шведските производители експортират „Бофорс“ в 18 страни в света и сключват лицензионни договори с още 10 страни. С производството на тези оръдия е заета военната промишленост на страните на Оста и съюзниците от Антихитлеристката коалиция. 40-mm оръдие „Бофорс“ състои на въоръжение в много страни по света. Неговото последващо развитие става оръдието Bofors L70. Bofors L60 често се нарича просто „Бофорс“.

## История на създаването
Създаването на 40-mm автоматично оръдие от шведския концерн „Бофорс“ започва през 1928 г. по поръчка на ВМС на Швеция. Моряците, недоволни от характеристиките на по-рано закупените британски автоматични оръдия „Пом-пом“, желаят да получат по-надеждно и далекобойно оръжие за водене на огън преди всичко по въздушни цели. Първите образци, представени за изпитания през 1929 г. се оказват ненадеждни. Едва към 1932 г. оръдието е доведено до необходимото ниво и то започва да се предлага на купувачите.
Тъй като шведският флот по това време се увлича по автоматични зенитни системи с по-малък калибър, първият купувач на L60 става нидерландския флот, поставящ 5 сдвоени установки от този тип на лекия крайцер „Де Ройтер“ (De Ruyter). Впоследствие нидерландския флот закупува още партии от оръжието за въоръжение на корабите, като зенитките се монтират на специална стабилизирана установка, разработена от нидерландската фирма „Хаземейер“ (Hazemeyer). В края на 1930-те години тази установка е най-съвършеното в света зенитно оръжие за близко действие.
В същото време фирмата „Бофорс“ поддържа най-тесни делови контакти с германския военнопромишлен концерн „Круп“, поради което упорито се носят слухове за това, че оръдието всъщност е разработено от немските инженери в лабораториите на „Круп“, но това не може да бъде заявено публично, тъй като съгласно подписания от немското главно командване акт за капитулация и Версайски мирен договор, Веймарска Германия се признава за победена страна според резултатите на Първата световна война, което налага на националната промишленост и приложна наука съответстващите ограничения, в това число и за разработката на отделни видове въоръжения, и съгласно дадената хипотеза, немското военно ръководство желае да изпробва новия образец зенитно въоръжение в бойна обстановка, в един от назряващите локални конфликти, предварително доставяйки опитни образци от оръдията на едната от воюващите страни, за което обаче е необходимо право за участие в международната търговия с оръжие, което те нямат по гореописаните причини, а в същото време Швеция има, тъй като е неутрална държава, а доставката на партия от нови зенитни оръдия на тази или онази страна не може да мине без международна гласност за такова събитие, – недопустимостта за широко огласка за немското превъоръжаване служи за допълнителен аргумент в полза на тази версия и като че ли оказваната протекция, от страна на Круп и други влиятелни немски промишленици в разработката на новия продукт и пласирането му на световния пазар за въоръжения, и тяхното посредничество в сключването на международни сделки с участието на Швеция като страна доставчик. Също, в основата на такъв род хипотези го има и това обстоятелство, че немските конструктори имат богат и разностранен опит в проектирането и създаването на зенитни въоръжения, продиктуван от практическата нужда на кайзеровата армия и флот през военните години, тъй като Германия е една от главните държави участници в Първата световна война, а Швеция въобще е неутрална държава в хода на преминалата война и такъв опит местните конструктори просто няма откъде да бъде натрупан.

## Производство

### Швеция
| Поръчки за доставка на оръдията към фирмата AB Bofors в периода 1932 – 1939 г. | Поръчки за доставка на оръдията към фирмата AB Bofors в периода 1932 – 1939 г. | Поръчки за доставка на оръдията към фирмата AB Bofors в периода 1932 – 1939 г. | Поръчки за доставка на оръдията към фирмата AB Bofors в периода 1932 – 1939 г. | Поръчки за доставка на оръдията към фирмата AB Bofors в периода 1932 – 1939 г. | Поръчки за доставка на оръдията към фирмата AB Bofors в периода 1932 – 1939 г. |
| Заявител                                                                       | Дата¹                                                                          | L/60                                                                           | M/32                                                                           | BK/2                                                                           | M/36                                                                           |
| ------------------------------------------------------------------------------ | ------------------------------------------------------------------------------ | ------------------------------------------------------------------------------ | ------------------------------------------------------------------------------ | ------------------------------------------------------------------------------ | ------------------------------------------------------------------------------ |
| Австрия                                                                        | юли 1935                                                                       | 8                                                                              | 0                                                                              | 0                                                                              | 0                                                                              |
| Аржентина                                                                      | август 1937                                                                    | 60                                                                             | 0                                                                              | 0                                                                              | 0                                                                              |
| Белгия                                                                         | август 1935                                                                    | 134                                                                            | 0                                                                              | 0                                                                              | 0                                                                              |
| Великобритания                                                                 | май 1937                                                                       | 509                                                                            | 0                                                                              | 0                                                                              | 0                                                                              |
| Нидерландска Индия                                                             | декември 1936                                                                  | 93                                                                             | 0                                                                              | 0                                                                              | 32                                                                             |
| Гърция                                                                         | декември 1938                                                                  | 0                                                                              | 0                                                                              | 22                                                                             | 0                                                                              |
| Дания                                                                          | 1939                                                                           | 0                                                                              | 0                                                                              | 0                                                                              | 2                                                                              |
| Египет                                                                         | март 1938                                                                      | 32                                                                             | 0                                                                              | 0                                                                              | 0                                                                              |
| Латвия                                                                         | май 1938                                                                       | 48                                                                             | 0                                                                              | 0                                                                              | 0                                                                              |
| Нидерландия                                                                    | юли 1932                                                                       | 52                                                                             | 0                                                                              | 29                                                                             | 0                                                                              |
| Норвегия                                                                       | април 1936                                                                     | 33                                                                             | 3                                                                              | 0                                                                              | 0                                                                              |
| Полша                                                                          | май 1934                                                                       | 60                                                                             | 0                                                                              | 6                                                                              | 0                                                                              |
| Португалия                                                                     | 1939                                                                           | 54                                                                             | 0                                                                              | 0                                                                              | 0                                                                              |
| Тайланд                                                                        | 1937²                                                                          | 0                                                                              | 0                                                                              | 0                                                                              | 0                                                                              |
| Франция                                                                        | септември 1937                                                                 | 34                                                                             | 0                                                                              | 0                                                                              | 0                                                                              |
| Финландия                                                                      | ноември 1937                                                                   | 31                                                                             | 4                                                                              | 2                                                                              | 0                                                                              |
| Швеция                                                                         | март 1932                                                                      | 68                                                                             | 3                                                                              | 16                                                                             | 131                                                                            |
| Естония                                                                        | октомври 1936                                                                  | 0                                                                              | 2                                                                              | 0                                                                              | 0                                                                              |
| Кралство Югославия                                                             | януари 1936                                                                    | 0                                                                              | 8                                                                              | 6                                                                              | 0                                                                              |
| Всичко                                                                         | 1932 – 1939 г.                                                                 | 1216                                                                           | 20                                                                             | 81                                                                             | 165                                                                            |

1 В таблицата се указва датата на получаване на първата поръчка за доставка на едно или няколко оръдия;
2 Поръчката е дадена през 1937 г., но в страната става държавен преврат.
Фирмата „Бофорс“ се занимава с производството на зенитни оръдия главно за експорт (под 15% от произведените от тях в предвоенния период оръдия са за въоръжение на Шведската армия и другите видове национални въоръжени сили). Но редица фактори пречат на ръста на темповете на производство, които са традиционно ниски поради, на първо място от технологията за производство, непредвиждаща изпълнението на каквито и да е спешни поръчки в голям обем, на второ място поради ниските мобилизационни възможности на шведската промишленост въобще и отсъствието на политика за мобилизация като цяло, на трето от слаборазвитата транспортна логистика, четвърто от строгото съблюдаване в страната на законодателствата за защита на интелектуалната собственост, изискващи лицензиране на каквито и да е други производители, даже в пределите на една и съща държава. Освен изброените, немаловажен ограничителен фактор е от една страна на липсата на постоянни големи купувачи за новата продукция в страната, както това има място в най-развитите във военнопромишлено отношение държави в света, където местните монополи винаги имат големи купувачи в лицето на националната армия и флот, от друга страна – отсъствието на търсене на нови образци въоръжения в чужбина. Търсенето трябва да се създава, за което в чужбина регулярно са изпращани сътрудници на „Бофорс“ с оръдията за провеждането на презентации и демонстрации, наподобяващи гастролите на пътуващите артисти. Географията на „гастролите“ обхваща практически целия свят, от Южна Америка до Източна Азия, презентации има пред администрацията на Нидерландска Индия в Батавия (присъстват също и представители на Република Китай (Тайван)) сиамското правителство начело с премиер министъра генерал Пхахон Пхаюхасен и висши длъжностни лица в Банкок (сиамският генералитет е впечатлен от представянето и поръчва оръдията за строящите се в Италия кораби за сиамския флот, но скоро в страната се случва поредният преврат, като правителството е свалено). Сред потенциалните купувачи, на които са презентирани оръдията и които са заинтересувани от новото оръжие, е Шаха на Персия Реза Пехлеви заедно с придворните му, но тъй като те вече са дали поръчка на предприятията на „Бофорс“ за доставка на Bofors 75 mm Model 1934, което е по-актуално за Персийската шахска армия към момента поръчката на зенитните оръдия е отложена. Голям успех за маркетинговата стратегия на фирмата „Бофорс“ е Швейцария, която води преговори за голяма много спешна поръчка. Но производствените мощности на фирмата с техния бавен темп на производство не успяват да смогнат с успехите на корпоративния маркетинг, който към това време вече има толкова на брой малки поръчки от национални правителства, че изпълнението на още една, но голяма, ще доведе до неминуемо протакане и срив на плана за доставки, в резултат на което швейцарското военно командване дава поръчката за 20-mm оръдия „Ерликон“ местно производство. Необичаен успех са поръчките от Британската империя и особено от Франция, – страни, оръжейната промишленост на които съставлява обект на особена национална гордост, за да се поръчва каквото и да е от чужбина и да се поставят в зависимост от външни доставчици. Като цяло основният обем от производството се пада на други страни, на първо място САЩ.

### Австралия
До края на 1936 г. в Австралия въобще няма каквото и да е артилерийско производство. По чертежи, получени от Великобритания, австралийското производство по поръчка на Армията на Австралия започва в държавна компания:
Първостепенни доставчици (държавен сектор)
| - Държавна оръжейна фабрика, Марибирнонг, Виктория. Подизпълнители (частен сектор) - Australian Glass Manufacturers Pty Ltd, Сидни, Нов Южен Уелс (автомата за зареждане); | - Ford Motor Company of Australia Proprietary, Ltd, Кемпбелфилд, Виктория; - H. V. McKay−Massey Harris Pty Ltd, Sunshine Harvester Works, Мелбърн, Виктория - Paton Brake Company;; |

Темповете на производство в Марибирнонгската оръжейна фабрика през юни 1942 г. са едно оръдие на месец, към август 1943 г. те нарастват до двадесет и пет на месец, при среден показател десет оръдия на месец. Всичко до прекратяване на производството са произведени 290 оръдия австралийско производство (при поръчка от 1200 единици) и 700 резервни ствола. Според степента на отдалечаване на огнищата на военни действия от австралийското крайбрежие към Япония, актуалността на националното оръжейно производство намалява и всичко върви уверено към спиране на производството. Редица възли и агрегати, такива като автомата за зареждане и механизмите на установката се импортират от САЩ. Първите автомати за зареждане местно производство са произведени от стъкларския завод „Оустралиен Глас“ вече след спирането от производството на оръдията.

### Британия
Британското военно министерство за първи път проявява интерес към новото оръдие през 1933 г., когато военното аташе в Швеция започва да изпраща рапорти за новия образец зенитно въоръжение на фирмата „Бофорс“, въпреки това, по мнението на Т. Гандер, на този етап представителите на британското военно ведомство не са готови в пълна степен да оценят важността на новата разработка. Когато те най-накрая съзряват за това, производството е разгърнато в следните предприятия:
Първостепенни доставчици (държавен сектор)
- Нотингамска кралска оръжейна фабрика (корабните установки)[11];

Първостепенни доставчици (частен сектор)
- Vickers-Armstrong Company Ltd[12].

### Канада
Производството на оръдията „Бофорс“ в Канада започва през есента на 1940 г., първият 40-mm ствол е произведен през октомври същата година. На място е разгърнато производството на корабни стационарни лафети и буксируемите сухопътни варианти на колесни лафети.
Първостепенни доставчици (частен сектор)
- Chrysler Canada (доставка на комплектуващи)[13];
- Dominion Bridge Company, Ванкувър, Британска Колумбия[13];
- Otis-Fensom Elevator Company, Хамилтън, Онтарио[13];

Към октомври 1942 г., канадското производство достига показател около двеста оръдия в месец (което е десетки пъти по-малко от темповете на производство в САЩ), но поради липса на самостоятелни логистични възможности канадските експедиционни съединения, дислоцирани на Британските острови и в други региони, се снабдяват от британските складови запаси, а по това време, оръдията канадско производство или се превозват по суша до САЩ, а оттам се разпределят от американската транспортно-логистична служба във войските, или се поставят на въоръжените съдове на британския търговски флот, посещаващи канадските пристанища.

### САЩ
Към 1940 г. единственият доставчик на зенитна артилерия за Армията на САЩ е компанията Colt Manufacturing Company, произвеждаща 37 mm автоматично зенитно оръдие M1, при доста посредствени годишни показатели за производство – едва 170 екземпляра за година. Към началото на 1941 г. те успяват да увеличат темповете на производство до 40 оръдия в месец, но даже бидейки увеличени почти тройно, тези темпове на производство не удовлетворяват растящите потребности на Въоръжените сили на САЩ, – отделно повествование заслужава историята с приемането на „Бофорс“ на въоръжение, тъй като към този момент 37-mm оръдие устройва командването на Главното управление по въоръженията на Армията на САЩ, но Началника на бреговата артилерия генерал-майор Джозеф Грин настоява за необходимостта от 40-mm „Бофорс“, което добре се представя в периода на гражданската война в Испания и в хода на Дюнкеркската операция по евакуация на съюзническите сили (впоследствие това решение се оправдава, тъй като с интензификацията на използването от японската страна на камикадзе на Тихоокеанския театър на военните действия, във флота предпочитат далекобойните „Бофорс“-и, превъзхождащи и M1 и „Ерликон“ по ефективна далечина на стрелбата). Интересът на командването на флота към оръдието възниква и се проявява през 1939 г. Есента на 1940 г. образци от „Бофорс“, независимо един от друг, получават за запознаване управленията по въоръжения на армията и флота – Главното управление по въоръженията на флота закупува образец от оригиналния производител (независимо от немската окупация на скандинавските страни, търговията на Швеция със САЩ продължава като минимум до влизането на последните във войната против Германия), Главното управление по въоръженията на армията получава образец безвъзмездно от британската страна, която е заинтересована от доставките на това оръжие по ленд-лийза. Създаването на двата първи опитни образеца започва още преди сключването на договора с компанията-патентодържател – за нуждите на флота е необходима сдвоена установка с водно охлаждане на стволовете, а за армията – едностволна установка с въздушно охлаждане – за тази цел, на 4 януари 1941 г., са поканени инженери на корпорацията „Крайслер“, които се запознават с указаните образци въоръжение, дават своето експертно заключение относително перспективите за неговото серийно производство, след което с автомобилопроизводителната корпорация е подписан договор за доставка на оръдията в промишлени количества. Главният проблем от технически характер на етапа на организирането на серийното производство е превеждането на чертежните разчети от метричната система към американската система за мерки (освен това, ситуацията се усложнява и от обстоятелството, че инженерите на „Крайслер“ използват в разчетите обикновени дроби, а инженерите на „Йорк“ десетични, в резултат на което около двеста произвеждани от тях детайла не са взаимозаменяеми, впоследствие, обаче, след съгласуване на технологията за производство, успяват да намалят броя им до десет), въпреки това, инженерите на „Крайслер“, с използване на нови технологии за производство, успяват да съкратят производствения процес по сглобяване и напасване на оръдията от 450 часа (времето, което е необходимо за ръчното сглобяване и прогонване на детайлите при шведския производител) до под 14 часа, т.е. да ускорят завършващият етап на производствения цикъл повече от 32 пъти. На 5 февруари 1942 г. първият американски сериен образец на оръдието „Бофорс“ напуска монтажния цех. Американската страна има свое виждане за условията в лицензионния договор, за това в течение на цялата война фирмата „Бофорс“ се съди с американското правителство по въпроса за нарушаването на този договор от американската страна и неизплащането на полагащите се лицензионни възнаграждения.
Като цяло в периода на Втората световна война, с производството на оръдията „Бофорс“ и отделните възли и агрегати за тях в САЩ се занимават следните изпълнители:
Първостепенни доставчици (държавен сектор)
| - Уотервлийтски арсенал на Армията на САЩ (производство и рифлене на стволове); Първостепенни доставчици (частен сектор) - Allis-Chalmers; - Chrysler Corporation в 12 завода с 2000 подизпълнителя (30095 едностволни и 14442 сдвоени установки, над 120000 ствола); - Blaw-Knox (корабни стационарни лафети); - Firestone Tire & Rubber Company с 350 подизпълнителя (20231 колесни лафета и 10434 корабни стационарни лафети); - General Electric Co.; | - General Motors Corporation, Chevrolet Division (стволове); - Northren Pump Company; - Oliver Farm Equipment Company (стволове); - Sperry Corporation, Ford Instrument Company; - Sperry Corporation, Vickers Inc. - Webster Electric; - Wheland Company (стволове); - Worthington Corporation; - York Lock & Safe Company с 481 подизпълнителя (корабни зенитни оръдия). |

### Трети райх
Не следва обаче да се забравя, че патентодържателят – компанията „Бофорс“ води двустранно сътрудничество с британо-американските си партньори и с немската страна едновременно, като даже, тясното шведско-немско военнотехническо сътрудничество продължава непрекъснато от 1921 г., контрагент на „Бофорс“ е германският концерн „Круп“, – фактически, в обмен на някои лицензионни права и патенти за технологии за производство на оръжейна стомана и артилерийско производство, инженерите на „Круп“ имат неограничен достъп до всяка техническа документация за цялата текуща продукция и свободен достъп в производствените предприятия на „Бофорс“, където те са командировани регулярно, получавайки достъп до описваното зенитно оръдие и много други (например, до станалото впоследствие знаменито зенитно оръдие „осем-осем“). За собствена сметка концернът изпраща там офицери на Райхсвера (бъдещият Вермахт и войските на СС), на заводски и полигонни изпитания на новите шведски образци въоръжение и т.н. (впрочем, този аспект се оспорва от отделни чуждестранни изследователи, с препратка към законодателните ограничения, налагани от шведското законодателство за допуск на чуждестранен капитал в страната, така например, британският историк Тери Гандер утвърждава, че немските инженери за първи път се запознават с даденото оръдие едва след присъединяването на Австрия през март 1938 и нахлуването в Полша през септември 1939).

### Други страни
Лицензионно производство в неголеми количества има също и в Австрия, Бразилия, Унгария (в заводите на MÁVAG в Диошдьор и Ganz Works в Будапеща), Дании, Индонезия (след обявяването на независимостта ѝ), Испания (във фабриката S.A. Placencia de las Armas, в Пласенсия де лас Армас), Италия, Нидерландия (първата държава, получила права за лицензирано производство), Норвегия и в Полската Република (през 1935 г. 60 бр. са закупени от полското правителство в Швеция, след изпитания са поръчани допълнителни оръдия и е купен лиценза за тяхното производство;). В Австрия производство се води в следните предприятия: Enserfelder-Metallwerken (боеприпаси); Gebrüder Böhler, Капфенберг (стволове, щамповани и ковани детайли); Österreichinschen Staatsfabrik, Виена (производство на лафети и краен монтаж). Но към момента на Аншлуса от австрийската промишленост са произведени само 16 оръдия (останалите вече се произвеждат за Третия райх). Във Финландия производството на „Бофорс“ е в държавната оръжейна фабрика Valtion Tykkitehdas (VTT) в Ювяскюля, но според условията на лицензионния договор с праводържателя, производството на финските аналози може да започне само през 1941 г., точно към момента на началото на пълномащабните военни действия на Източния фронт, но и тогава местното производство не се справя с производствения план, на първо място, поради дефицита на собствена ресурсно-суровинна база и постоянни проблеми с доставките на комплектуващи и дефицитни суровини от чужбина. Европейските страни, занимаващи се с лицензирано производство на „Бофорси“, значително ускоряват производството след началото на немската им окупация за Вермахта, войските на СС и местните колаборационистки въоръжени формирования. Така например, в Унгария е образуван производствен консорциум в състав двадесет и две предприятия за производство на отделни възли и агрегати за оръдията. Доставката и настройката на лафетите се прави от MÁVAG, сглобяването се осъществява в Диошдьор. Към март 1944 г. показателите на производството достигат 40 оръдия на месец. Всичко производството на MÁVAG за времето на войната надвишава 1300 оръдия. Освен с производството от унгарците на оръдията, при доста високи по сравнение с другите европейски страни, темпове на производство, унгарските инженери внасят в конструкцията на оръдията множество полезни иновации, в частност разработват и внедряват в производството на нова трансмисия за въртящата се част на установката, който ускорява пълното завъртане на оръдието почти двойно, което е немаловажно преимущество в бойна обстановка за немските войски, имащи тази иновация.
В следвоенните години производството на оръдията „Бофорс“ модел L/70 по лиценз има в ред страни. 132 оръдия са произведени от холандската фирма Bronswerk-Feijenord в Схидам, като подизпълнител е белгийската Fabrique Nationale в Ерстал, занимаваща се с производството на лафети.

## Доставки
По ленд-лийз от САЩ са доставени на по-долу изброените субекти на международните правни отношения:
- СССР – 5511;
- Британска империя – 2834;
- Силите на Свободна Франция – 448;
- Гоминдан – 80;
- Южноамерикански републики – 4;
- Други – 2.

Зенитните оръдия „Бофорс“ стават основно средство за противовъздушна отбрана във всяка бронетанкова, моторизирана и пехотна дивизия на Британската армия.

## Експлоатация и бойно използване
Независимо от това че по-късно L60 е сменено от L70, L60 остава на служба в първите редици до 1980-те години. Бофорс L60 все още се използва на ударните самолети Lockheed AC-130 за стрелба по наземни цели.

## Оператори
Следните държави използват „Бофорс“ по различно време след Втората световна война ( със зелен цвят  са показани държавите, които сами произвеждат лицензни модификации на установките „Бофорс“ за свои нужди и за експорт,  със светлосин цвят  са маркирани държавите имащи лиценз за производство, но по едни или дриги причини купуващи оръдията от други държави,  с жълт цвят  в списъка са показани видовете въоръжени сили на националните държави които използват импортни установки „Бофорс“ американско производство и понастоящем, по данни за 2012 г., с посочен брой оръдия):
| - Австралия Въоръжени сили на Австралия ; - Австрия Въоръжени сили на Австрия ; - Алжир Въоръжени сили на Алжир; - Аржентина Военноморски сили на Аржентина ; - Бангладеш Военноморски сили на Бангладеш ; - Бахрейн Въоръжени сили на Бахрейн; - Белиз Въоръжени сили на Белиз; - Белгия Въоръжени сили на Белгия ; - Босна и Херцеговина Въоръжени сили на БиХ; - Бразилия Военноморски сили на Бразилия ; - Бруней Въоръжени сили на Бруней; - Великобритания Въоръжени сили на Великобритания; - Венецуела Въоръжени сили на Венецуела (6); - Унгария Въоръжени сили на Унгария; - Виетнам Военноморски сили на Демократична Република Виетнам ; - Военноморски сили на Република Виетнам - Гана Въоръжени сили на Гана; - Гватемала Въоръжени сили на Гватемала; - Германия Сухопътни войски и Военноморски сили на ФРГ; - Нидерландия Колониални войски на Нидерландска Индия; - Гърция Военноморски сили на Гърция (95)\|К}}; - Дания Въоръжени сили на Дания ; - Джибути Въоръжени сили на Джибути; - Доминиканска република Въоръжени сили на Доминиканската република; - Египет Въоръжени сили на Египет; | - Израел Израелски отбранителни сили; - Йордания Въоръжени сили на Йордания (216); - Индия Военноморски сили на Индия ; - Индонезия Военноморски сили на Индонезия ; - Йордания Въоръжени сили на Йордания; - Ирак Въоръжени сили на Ирак; - Иран Военноморски сили на Иран ; - Ирландия Въоръжени сили на Република Ирландия (30); - Исландия Брегова охрана на Исландия ; - Испания Въоръжени сили на Испания; - Италия Въоръжени сили на Италия; - Йемен Въоръжени сили на Йемен; - Казахстан Въоръжени сили на Казахстан; - Камерун Въоръжени сили на Камерун; - Канада Въоръжени сили на Канада; - Катар Въоръжени сили на Катар; - Кения Въоръжени сили на Кения; - Кипър Въоръжени сили на Кипър; - Тайван Военноморски сили на Република Китай (295); - Колумбия Военноморски сили на Колумбия ; - Южна Корея Военноморски сили на Южна Корея ; - Кот д'Ивоар Въоръжени сили на Кот-д’Ивоар; - Кувейт Въоръжени сили на Кувейт; - Латвия Въоръжени сили на Латвия; - Ливан Въоръжени сили на Ливан (10); - Либия Въоръжените сили на Либийската Народна Джамахирия; - Литва Въоръжени сили на Литва; | - Малайзия Въоръжени сили на Малайзия; - Малта Въоръжени сили на Малта; - Мексико Военноморски сили на Мексико ; - Мароко Въоръжени сили на Мароко; - Мианмар Военноморски сили на Мианмар ; - Нигерия Въоръжени сили на Нигерия; - Нидерландия Въоръжени сили на Нидерландия; - Нова Зеландия Въоръжени сили на Нова Зеландия; - Норвегия Въоръжени сили на Норвегия ; - Обединени арабски емирства Въоръжени сили на ОАЕ; - Оман Въоръжени сили на Оман; - Пакистан Въоръжени сили на Пакистан; - Панама Въоръжени сили на Панама; - Папуа Нова Гвинея Въоръжени сили на Папуа Нова Гвинея; - Парагвай Военноморски сили на Парагвай ; - Перу Военноморски сили на Перу ; - Полша Въоръжени сили на Полша ; - Португалия Военноморски сили на Португалия ; - Румъния Въоръжени сили на Румъния; - Саудитска Арабия Въоръжени сили на Саудитска Арабия (72); - Сенегал Въоръжени сили на Сенегал; - Сингапур Въоръжени сили на Сингапур; - СССР Червена армия; - Судан Въоръжени сили на Судан; - САЩ Армия, Военноморски сили, Корпус на морската пехота, Брегова охрана на САЩ ; | - Тайланд Военноморски сили на Тайланд (16); - Източен Тимор Въоръжени сили на Източен Тимор; - Тринидад и Тобаго Въоръжени сили на Тринидад и Тобаго; - Тунис Въоръжени сили на Тунис; - Турция Военноморски сили на Турция (262); - Уругвай Въоръжени сили на Уругвай; - Филипини Военноморски сили на Филипините ; - Финландия Въоръжени сили на Финландия ; - Силите на Свободна Франция; - Франция Въоръжени сили на Франция, Френски чуждестранен легион ; - Хърватия Военноморски сили на Хърватия ; - Черна гора Въоръжени сили на Черна гора; - Чехия Въоръжени сили на Чехия; - Чехия Чехословацка народна армия ; - Чили Военноморски сили на Чили ; - Швейцария Въоръжени сили на Швейцария; - Швеция Армия, ВМС и Служба за брегова охрана на Швеция; - Шри Ланка Въоръжени сили на Шри Ланка; - Еквадор Военноморски сили на Еквадор ; - Югославия Югославска народна армия; - Република Южна Африка Южноафрикански сили за отбрана; - Япония Морски сили за самоотбрана на Япония ; |

Производство на нелицензирани копия на установките „Бофорс“ местно производство, без сключване на договор със собственика на лиценза (AB Bofors), е усвоено по различно време:
- Китай – в заводите на Китайската северна промишлена корпорация (копие на съветския модел, произвежда се и до днес)[68];
- СССР – в заводите № 4, № 8, № 232, № 586 НКВ[84];
- Нацистка Германия – в различни германски предприятия (Rheinmetall-Borsig AG и др.)[85], и отвъд нейните предели, в частност, в Австрия, Унгария (MÁV и MÁVAG)[86][87], Нидерландия (Hollandse Signaalapparaten – нидерландския филиал на германската фирма Siemens & Halske)[88], Норвегия (Kongsberg Våpenfabrikk)[89];
- Япония – японската промишленост произвежда точни копия на установките американско производство, пленени в хода на бойните действия на Малайския архипелаг и на Тихоокеанския военен театър, с копирането и изпитанията се занимават инженерите на Йокосукския военноморски арсенал, производството е организирано в заводите на дзайбацуто „Хитачи“ съвместно с Кокурския арсенал[59].

## Бойно използване
По-долу е представен списък на въоръжените конфликти, в хода на които се използва „Бофорс“:
- Гражданска война в Испания (1936 – 1939)[74];
- Гражданска война в Китай (1936 – 1939)[74];
- Съветско-финска война (1939 – 1940)[90][91];
- Съветско-финска война (1941 – 1944)[92];
- Втора световна война (1939 – 1945)[93][94];
- Война за независимост на Индонезия (1945 – 1949)[60];
- Американска контрапартизанска война във Филипините[95];
- Студена война (различни епизоди)[96][57];
- Корейска война (1950 – 1953)[97];
- Втора Индокитайска война (1965 – 1973)[98];
- Фолкландска война (1982)[96][99][100];
- Американско нахлуване в Панама(1989 – 1990)[55];
- Война в Персийския залив (1990 – 1991)[55];
- Войната на САЩ и НАТО против Югославия (1991 – 2001)[55];
- Войната на САЩ и НАТО против Ирак (2003 – 2011)[101];
- Американска военна интервенция в Сомалия (2006)[55].

## Модификации

### От създателя
Зенитни самоходни установки
- L-62 Anti II – ЗСУ, произвеждана съвместно с фирмата AB Landsverk на базата на танка Strv L-62, с карбураторен бензинов двигател Scania-Vabis мощност 144 к.с., екипаж – пет души[102][103];
- Luftvärnskanonvagn 40, съкр. Lvkv 40 – ЗСУ с едноцевно оръдие и с два двигателя, само на ниво опитно-конструкторски работи по причина отказ на купувача (Шведската армия) по финансови причини и ниска плътност на огъня на исканата далечина до целта[104];
- Lvkv 42 (в периода на полевите изпитания се означава с индекса Lvkv fm/49, където „fm“ – е съкращение от försöks modell, „опитен прототип“; заводския индекс на производителя 40 VAK) – ЗСУ с едностволно оръдие L/70. Произведена е по поръчка на Шведската армия през 1954 г., не преминава пределите на войсковите изпитания на опитни прототипи[105];
- Lvkv 43 – ЗСУ със сдвоено оръдие и електротрансмисия на купола[106];
- Tridon – модифицирана модел VEAK 4062 на колела, на пълноприводното шаси на Volvo VME 825B с повишена проходимост с шестколесна формула и усилено брониране на кабината на механик-водача (в предната част на машината) и кабината на операторите (в центъра), и електротрансмисия на артустановката, разположена в задната част на открита платформа. В хода на шосейните изпитания и проверката на ходовите качества, показва проходимост на снежна покривка с метрова дебелина. Екипаж – пет души. Машината има четири модификации (Tridon 1, 2, 3 и 4, съответно)[107]. Във връзка със започналата политика на разведряване и последвалото след това съкращение на военните бюджети на страните от НАТО проектът става неактуален, компанията Volvo разработва още редица проекти от аналогичен характер и предлага още няколко концепции, които също са отклонени от шведското военно ведомство[108];
- VEAK 4062 – ЗСУ със сдвоено оръдие L/70 (на шаси аналогично на шасито на безкуполния танк Strv 103), с комбинирана двигателна установка, включваща в себе си танков дизел Rolls-Royce K60 с мощност 240 к.с. и газотурбинен двигател Boeing 502-10MA с мощност 300 л. с. Екипаж – трима души (оператор на РЛС за насочване, наводчик-оператор и механик-водач) в разделен въртящ се купол]] (механик-водача отляво на оръдията, операторите отдясно). Разработвана е също и модификация на ЗСУ на колела;

### Лицензионни
| - универсална сдвоена установка Mk 1; - универсална четирицевна установка Mk 2; - универсална едностволна установка Mk 3; - сдвоена установка с водно охлаждене на стволовете Mk 4; - едностволна установка с хидравлична трансмисия и въздушно охлаждане на стволовете Mk 7; | - едностволна установка с електрическа трансмисия (захранвано от акумулатор) и водно охлаждене на стволовете Mk 8; - шестцевна установка с електрическа трансмисия и въздушно охлаждане на стволовете Mk 9; - четирицевна установка с водно охлаждене на стволовете Mk 10; - сдвоена установка с водно охлаждене на стволовете Mk 11; |

- – буксируема зенитна установка на колесен лафет 36M[112];
- – зенитна самоходна установка (legvedelmi harlosi) 40M Nimrod (на база на шведския лек танк Strv L-62)[73][113];
- – авиодесантна установка на кръстообразен колесен лафет Bantam[114];
- – корабна стационарна лафетна установка Boffin[13];
- – 37 mm автоматично зенитно оръдие образец 1939 г. (61-К)[47][115];
- – ЗСУ AMX-10 на фирмата GIAT Industries[116];
- – ЗСУ AMX-13 на фирмата GIAT Industries с куполна установка, разработена от фирмата Société d’Applications des Machines Motrices SA[117].

## Сравнителни характеристики
| Тактико-технически характеристики на автоматични зенитни оръдия калибър 37 – 40 mm |                                              |                            |                       |                       |                  |                            |
| Характеристика                                                                     | 61-К                                         | Bofors                     | Flak 36               | Flak 43               | QF 2 pdr AA Mk.I | M1A2                       |
| Държава                                                                            | Съюз на съветските социалистически републики |                            |                       |                       |                  | Съединени американски щати |
| Калибър, mm/дължина на ствола, калибри                                             | 37/62,6                                      | 40/56                      | 37/63                 | 37/57                 | 40/56            | 37/53,5                    |
| Маса в походно положение, kg                                                       | 2100                                         | 1920 – 2100                | 2400                  | 2000                  | ?                | 2777                       |
| Маса в бойно положение, kg                                                         | 2100                                         | 1920 – 2100                | 1550                  | 1250                  | 2280             | 2777                       |
| Тип шаси                                                                           | четириколесно, неотделяемо                   | четириколесно, неотделяемо | двуколесно, отделяемо | двуколесно, отделяемо | отделяемо        | четириколесно, неотделяемо |
| Маса на осколочния снаряд, kg                                                      | 0,73                                         | 0,9                        | 0,62                  | 0,62                  | 0,91             | 0,61                       |
| Начална скорост на осколочния снаряд, m/s                                          | 866 – 880                                    | 800 – 880                  | 820                   | 820                   | 725              | 792                        |
| Скорострелност, изстрела/минута                                                    | 160 – 170                                    | 120                        | 160                   | 250                   | 120              | 90                         |

## Къде може да се види
- Русия – Музей на националната военна история в село Падиково Истрински район на Московска област.

## Коментари
1. ↑  Стволът на оригиналния шведски модел прегрява след 100 изстрела, а замяната му е сложна операция.
2. ↑  Купени от правителството на Гърция от ФРГ.
3. ↑  Много от зенитните установки във Въоръжените сили на Тайван са преправени на пускови установки за ракети TOW.
4. ↑  Купени от правителството на Румъния от Полша.
5. ↑  Купени от правителството на Саудитска Арабия от Испания.
6. ↑  Купени от правителството на Турция от ФРГ.